# Weissia
Weissia là một chi rêu trong họ Pottiaceae.